# 김재영 (소설가)
김재영(金在瑩 1966년~ )은 대한민국의 소설가이다.

## 생애
경기 여주군에서 출생했으며 중앙대학교 예술대학원 문예창작전문가과정을 수료하였다. 동남아 등지에서 이주해 와 일하고 있는 외국인 노동자들의 어려운 현실을 그리는 작품을 많이 썼다. 주요작품으로 《코끼리》, 《폭식》이 있다.